# Willem van Lynden
Willem baron van Lynden (Nijmegen, 30 november 1806 - 's-Gravenhage, 1 juni 1866) was een Nederlands politicus.
Van Lynden was een Nijmeegse burgemeesterszoon uit een Gelders adellijk geslacht, die in de Tweede Kamer een van de eerste medestanders van Groen van Prinsterer was. Na advocaat en rechter te zijn geweest, werd hij lid van de Dubbele Kamer die over de Grondwetsherziening van 1848 besliste. Vanaf 1850 was hij afgevaardigde voor het district Arnhem, die regelmatig het woord voerde over uiteenlopende onderwerpen. Hij was de schoonvader van Æneas Mackay.
- Biografisch Portaal: 27112663
- International Standard Name Identifier: 0000 0003 8766 4119
- Nederlandse Thesaurus van Auteursnamen: 070216371
- Parlement.com: vg09ll32f3xb
- Virtual International Authority File: 280698769
- WorldCat: E39PBJg8HrrrV7tXqwKw7Wb68C